# Laguna del Carbón (Santa Cruz)
La Laguna del Carbón es una depresión endorreica que pertenece al Gran Bajo de San Julián, situada a 48 km del Puerto San Julián, en la Provincia de Santa Cruz, República Argentina.
Con una altitud de 108 metros bajo el nivel del mar es el punto más bajo de los hemisferios Sur y Occidental y la séptima depresión del planeta Tierra.
Además de esta singularidad, el lugar reviste un importante interés paleontológico.